# Bernhard Schütz (Kunsthistoriker)
Bernhard Schütz (* 29. März 1941 in Breslau, Provinz Niederschlesien; † 26. März 2023 in Wien) war ein deutscher Kunsthistoriker und Hochschullehrer.

## Leben
Bernhard Schütz studierte Kunstgeschichte an der Universität München und wurde dort 1968 von Erich Hubala promoviert. Anschließend war er (u. a. bei Erich Hubala) als wissenschaftlicher Assistent am Kunsthistorischen Institut der Christian-Albrechts-Universität zu Kiel tätig und habilitierte sich hier 1977. Nach einer weiteren Lehrtätigkeit in Kiel (Ernennung zum außerplanmäßigen Professor 1981) war er nach Lehrstuhlvertretungen in Frankfurt und München von 1982 bis 2006 Professor für Kunstgeschichte an der Universität München. 2007 hatte er eine Gastprofessur an der Karlsuniversität in Prag inne.
Hauptschwerpunkt seiner Forschungs- und Lehrtätigkeit war die Architektur der Barockzeit.

## Schriften (Auswahl)
- Die Wallfahrtskirche Maria Birnbaum und ihre beiden Baumeister (= Kieler kunsthistorische Studien, Bd. 4). Lang, Frankfurt/M. 1974, ISBN 3-261-00904-7 (Dissertation Universität München).
- Die Katharinenkirche in Oppenheim (= Beiträge zur Kunstgeschichte, Bd. 17). De Gruyter, Berlin 1982, ISBN 3-11-008349-3 (Habilitationsschrift Universität Kiel).
- Der Kölner Dom, Trilogie der Türme oder Die Macht er Architektur (= Werners Kunst am Stück, Bd. 1). Werner, Worms 1985, ISBN 3-88462-044-4.
- Die erste Planungsphase für St. Michael in München. In: Frank Büttner (Hrsg.): Intuition und Darstellung. Erich Hubala zum 24. März 1985. Nymphenburger, München 1985, S. 97–104, ISBN 3-485-03101-1.
- Balthasar Neumann. Herder, Freiburg/Br. 1986, ISBN 3-451-20614-5 (3. Aufl. 1988).
- Deutsche Romanik. Die Kirchenbauten der Kaiser, Bischöfe und Klöster. Herder, Freiburg/Br. 1989, ISBN 3-451-21175-0 (2. Aufl. 1991).
- Die kirchliche Barockarchitektur in Bayern und Oberschwaben 1580–1780. Hirmer, München 2000, ISBN 3-7774-8290-0.
- Große Kathedralen des Mittelalters. Hirmer, München 2002, ISBN 3-7774-9480-1.
- Klöster. Kulturerbe Europas. Hirmer, München 2004, ISBN 978-3-7774-2195-7.
- Kurvierte Barockarchitektur in Böhmen, Franken und Schlesien. Von den Dientzenhofern bis Balthasar Neumann. Michael Imhof Verlag, Petersberg 2023, ISBN 978-3-7319-1246-0.